# 佛山人民廣播電台
佛山人民廣播電台（英語：Radio Foshan，一般稱作佛山電台）是總部位於广东省佛山市的一家國有性質的廣播電台，隶属于佛山市新闻传媒中心，所有自製節目皆以粵語播音，於1988年9月28日啟播，1991年8月19日實現全天24小時播音，為中國大陸首間實現此舉的電台，也是广东省乃至全国为数不多的仍保留独立建制的广播电台。現時共擁有三套無線調頻廣播及粤语音频平台“花生FM”、车主服务应用平台“畅驾”，節目信號已覆蓋珠江三角洲。
根据央视索福瑞2013年的数据，佛山电台在佛山地区占据七成多的市场份额，在广州地区的市场占有率则位列广东电台、广州电台之后。
在2024年2月，佛山電台所有頻道在佛山地區市場佔有率排名是：南海廣播（15.54%），音樂廣播（14.66%），綜合廣播（12.68%），順德廣播（11.76%），三水廣播（11.53%）；日活躍聽眾近500萬。

## 历史
1949年，佛山市有線廣播站開始播音。
1984年8月，广东省委召开“珠江三角洲地区发展广播电视事业座谈会”，指出佛山市和所属市、县最迟在1985年要把电台办起来。广东省广播电视厅给佛山市分配无线电广播频率（88.9兆赫）和电视频道（28频道）。
经国家广播电影电视部批准，1986年5月31日，顺德人民广播电台调频立体声广播开播。频率90.2兆赫、功率100瓦；1995年变更为90.1兆赫、300瓦。
1987年1月8日，南海人民广播电台调频立体声广播开播。频率89.3兆赫、功率100瓦；1996年变更为92.4兆赫，3000瓦。
1988年6月23日，广东省广播电视厅转发国家广电部关于开办佛山电台的批复，确定呼号为“佛山人民广播电台”，发射频率暂用FM94.6兆赫，发射机标称功率暂定为1000瓦。7月1日，佛山电台开始试播。
1988年7月14日，市政府批准建立佛山人民广播电台，佛山人民广播电台与佛山市广播站合署办公。
1988年9月28日，原佛山市广播站升格为佛山人民广播电台，在禅城区永安路办公大楼举行电台开台仪式，调频立体声广播正式开播。频率94.6兆赫、功率1000瓦；1991年2月2日，广东省广播电视厅批复佛山电台的发射功率由1000瓦扩大为3000瓦。
1991年1月28日，高明人民广播电台调频立体声广播开播。频率88.2兆赫、功率100瓦；1995年变更为88.3兆赫、1000瓦。
1991年8月19日，在中国大陆广播界率先实现全天24小时广播。
1991年12月28日，三水人民广播电台调频立体声广播开播。频率106.2兆赫、功率100瓦；1992年变更为90.6兆赫、1000瓦。
1993年7月1日，在有线广播站的基础上，成立佛山电台银线台，全天12小时播音，以社区服务和具有地方特色的传统文化节目为龙头，创办社会生活、服务信息节目。在佛山城区拥有4万多户有线听众。
1994年9月28日，经国家广播电影电视部批准，佛山电台第二套调频广播开播全天24小时播音，频率为FM98.5兆赫、功率1000瓦。定位为音乐频率，着重展示当今中外流行音乐。
1996年12月，作为数字音频广播（DAB）广东先导网中心试验台，在亚洲率先试播数字音频广播。1999年10月，作为中心试验台，试播数字多媒体广播（DMB）。
2000年7月，银线台改为CA998“欢乐频率”，节目形式和内容更加贴近社区和家庭。
2005年1月，并入佛山传媒集团（现佛山市新闻传媒中心）。9月7日，国家广电总局同意将原佛山人民广播电台和南海、顺德、高明、三水广播电视台的自办广播业务全部整合成为新的佛山人民广播电台。
2024年，为适应媒体融合发展要求，推进广播频率精简精办，佛山广播六套频率调整播出时间。从8月26号起，FM 94.6、FM 98.5、FM 92.4、FM 90.1、FM 88.3、FM 90.6六套频率，凌晨0点到6点暂停播出。
2025年2月24日0时，音乐广播、三水广播和高明广播停播，停播后各档主要节目将调整至FM 94.6、FM 92.4以及互联网平台播出。

## 频率列表
| 頻道名稱                   | 语言        | 频道频率 | 发射台                             | 發射功率 | 啟播時間      | 频道前称                    |
| -------------------------- | ----------- | -------- | ---------------------------------- | -------- | ------------- | --------------------------- |
| 真爱946 綜合廣播           | 粤语 普通话 | 94.6MHz  | 禅城区石湾镇街道季华六路佛山电视塔 | 3kW      | 1988年9月28日 | 佛山电台                    |
| 顺德901 順德廣播           | 粤语 普通话 | 90.1MHz  | 顺德区大良街道华盖里直街1号        | 0.1kW    | 1986年5月31日 | 顺德人民广播电台（90.2MHz） |
| 飞跃924 南海廣播、应急广播 | 粤语 普通话 | 92.4MHz  | 南海区西樵镇西樵山碧云峰发射塔     | 3kW      | 1987年1月8日  | 南海人民广播电台（89.3MHz） |

### 已停播频道
| 頻道名稱         | 语言        | 频道频率 | 发射台                             | 發射功率 | 啟播時間 | 停播时间      | 频道前称                     |
| ---------------- | ----------- | -------- | ---------------------------------- | -------- | --- | ------------- | ---------------------------- |
| 佛山電台銀線台   | 粤语 普通话 | 有線廣播 | 禅城区石湾镇街道季华六路佛山电视塔 |          | 1949年佛山有線廣播啟播 1993年7月1日呼號改為佛山電台銀線台 2000年銀線台改為CA998「歡樂頻率」，於有線電視機頂盒播出 |               | 佛山市有線廣播站             |
| 千色985 音樂廣播 | 粤语 普通话 | 98.5MHz  | 禅城区石湾镇街道季华六路佛山电视塔 | 1kW      | 1994年9月28日 | 2025年2月24日 | 佛山音乐台                   |
| 缤纷906 三水廣播 | 粤语 普通话 | 90.6MHz  | 三水區西南街道新華北路三水電視塔   | 1kW      | 1991年12月28日 | 2025年2月24日 | 三水人民广播电台（106.2MHz） |
| 畅游883 高明廣播 | 粤语 普通话 | 88.3MHz  | 高明區荷城街道玉蘭巷電視塔         | 1kW      | 1991年1月28日 | 2025年2月24日 | 高明人民广播电台（88.2MHz）  |